# Erythranthe cuprea
Erythranthe cuprea är en gyckelblomsväxtart som först beskrevs av Dombrain, och fick sitt nu gällande namn av Guy L. Nesom. Erythranthe cuprea ingår i släktet Erythranthe och familjen gyckelblomsväxter. Inga underarter finns listade i Catalogue of Life.